# ペグー王朝

ペグー王朝

15世紀の東南アジアの勢力図
ピンクの地域がペグー（ハンターワディー）王朝の支配範囲にあたる

ペグー王朝（ペグーおうちょう）は、13世紀末よりビルマ（ミャンマー）のペグー（バゴー）を首都としてエーヤワディー川流域の南部（下ビルマ）を支配した王朝。
建国者のワーレルーはシャン族の人間であるが、事実上モン族の国家と見なされているの王朝。港市国家に分類される。この王朝を指す際に、ペグーの旧称であるハンターワディー（ハムサワティ）にちなんだハンターワディー王朝（ビルマ語: ဟံသာဝတီ ပဲခူး တိုင်းပြည် ビルマ語発音: [hœ̀n̪t̪àwədì bəɡó táɪmpjì] ハンターワディー・バゴー・タインピー; モン語: ဟံသာဝတဳ ホンサワトイ）の名称が使用されることも多い。
下ビルマには11世紀初頭までモン族の国家であるタトン王国が存在していたが、タトン王国がビルマ族の国家であるパガン王朝によって征服された後、13世紀末にモン族の王朝が再興された経緯については不明な点が多い。遅くとも15世紀の時点のペグー王朝は、過去に存在したモン族の国家とは全く異なる性質を有していた。

## 歴史

### ハンターワディー遷都前
王朝の創始者であるマガドゥーは、下ビルマのタトン地方のドンウン村の出身で、キンマ売りの行商人の元締めの子として生まれた。マガドゥーはスコータイ王国の象使いに仕え、働きぶりを認められて近衛隊長に抜擢された。やがてマガドゥーはスコータイの王女と故郷の下ビルマに駆け落ちし、1281年にマルタバン（モッタマ）のビルマ族太守アレインマを殺害して独立する。独立後、マガドゥーはペグー太守タラビャーの元に妹を嫁がせ、婚姻関係を構築した。パガン王朝から派遣されたペグー遠征軍を撃退した後、マガドゥーは不仲になったタラビャーを殺害し、下ビルマ全域を支配下に置いた。
1287年にスコータイの援助を受けたマガドゥーはマルタバンを首都とする政権を樹立し、ワーレルーという即位名を称した。ワーレルーはスコータイに忠誠を誓い、スコータイ王ラームカムヘーンからチヤオ・ファ・ルアの称号を授与された。そして、パガン王朝はワーレルーの独立によって経済の要の一つである海上交易の拠点を喪失した。ワーレルーの治世に占い師、仏僧、バラモンが集められて既存の法典、司法判例を検討させ、新たな法典「ワーレルー・ダンマタ」が編纂された。「ワーレルー・ダンマタ」はビルマに現存する最古の法典であり、後世に編纂されたビルマの法典の基礎となった。1296年、ワーレルーはタラビャーの2人の遺子に殺害される。
ラームカムヘーンの死後にペグーはスコータイへの臣従を破棄し、スコータイ領のタヴォイとテナセリムを奪取した。しかし、王族、盗賊、シャン族移民の反乱のため、政情は不安定な状態に置かれていた。やがて、マルタバンはスコータイ、ラーンナー（チエンマイ）、新興のアユタヤなどのタイの政権の攻撃に晒されるようになる。1363年に反乱に遭った国王ビンニャー・ウーはドンウンに避難するが、6年間をドンウンで過ごした後に反徒によってドンウンの町を追放される。1369年にビンニャー・ウーは首都をハンターワディー（ペグー）に移した。遷都後、ビンニャー・ウーの長子ラーザーディリ（ヤーザーディリ）がダゴン（ヤンゴン）で自立し、敵対する王族たちと争った。ビンニャー・ウーの死後にラーザーディリがペグーに入城し、王位を継いだ。

### アヴァとの戦争
ラーザーディリの治世にアユタヤの支配下に置かれていたタトンを奪回し、エーヤワディー流域南部が王朝の支配下に入る。1390年に内部の反乱と外敵の攻撃を克服したラーザーディリの政権は最盛期を迎え、アユタヤからはペグーの成功を祝福して白象が贈られた。ラーザーディリの即位直後から、ペグーと上ビルマのアヴァ王朝との戦争が本格化する。アヴァとの戦争は稲の収穫が終わる時期に行われ、稲を植える雨季に戦争は中断された。1407年にラーザーディリはアヴァ王ミンカウンと講和を結び、ラーザーディリはミンカウンの妹を妃に迎えた。
翌1408年にミンカウンはペグーを攻撃するためにラーンナーと同盟し、戦争が再開された。アヴァ軍を破ったペグーはミンカウンの妃を捕虜にするが、母が捕らえられたことを知ったアヴァの王子ミンイエーチョーゾワは報復としてペグー各地を攻撃し、1415年にはペグーの領土西部がアヴァの支配下に入った。ラーザーディリにはペグーとマルタバンのみが残されたが、1417年にミンイエーチョーゾワはペグーの捕虜になり、陣没した。1422年にミンカウンが没し、翌1423年にラーザーディリが没した。ミンカウンが没したころに、ペグーとアヴァは休戦したと考えられている。
ラーザーディリの死後、子のビンニャー・ダンマヤーザーが即位するが、アヴァと同盟を結んだ兄弟の反乱に苦しんだ。アヴァの兵士はペグーの領地で無差別に攻撃を行い、戦争の最中にビンニャー・ダンマヤーザーは妹のシンソーブを人質としてアヴァに差し出した。1426年にビンニャー・ダンマヤーザーは兄弟のビンニャー・ランに毒殺され、代わってビンニャー・ランが王位に就く。ビンニャー・ランはアヴァから脱出して帰国したシンソーブを厚遇し、タウングーの領主と同盟してアヴァを攻撃した。1446年にビンニャー・ランが没し、シンソーブの子ビンニャー・ワーレルーが新たな王となる。
また、15世紀のビルマにはしばしば西欧人が来航し、ロシアのアタナシウス・ニティキン、ジェノヴァのジェロニモ・デ・サント・ステファノらがペグーを訪れた。

### ダンマゼーディーの登位
1453年のモードーの死後、ラーザーディリの男系子孫が断絶したため、シンソーブが王に擁立され、ビンニャー・チャンドーの即位名を称した。シンソーブはアヴァの僧侶ダンマゼーディーの助けでアヴァからの脱出に成功し、シンソーブはダンマゼーディーを重用して行政を委ねた。シンソーブの治世にペグーが国家の中心的な都市になり、インド洋を通した海上交易によって繁栄する。1472年にシンソーブは退位し、ダンマゼーディーに王位を譲る。シンソーブに請われたダンマゼーディーは還俗し、シンソーブの娘と結婚して王位に就いた。
ダンマゼーディーはシュエモードー寺院を囲む形でのペグーの増築を計画し、多くの宗教建築物が新旧ペグーの間の高台に建設された。ダンマゼーディーの元では、王権の正当化を目指して仏教界の改革が行われた。1475年にダンマゼーディーはセイロン島に22人の仏僧を派遣し、彼らはカルヤーニ川（ケラニ川）の上流で具足戒を受けた。カルヤーニ戒壇には内外から多くの若者が集まり、仏教の一大中心地となった。1479年にカルヤーニ戒壇にモン語・パーリ語によって書かれた10基の碑文が奉納され、碑文はモン族の歴史、ビルマにおける仏教史を研究する上で重要な史料となっている。また、ダンマゼーディーの治世には『ダンマゼーディー司法判決集』が編纂された。
1492年、ダンマゼーディーは王子ビンニャー・ランによって殺害される。

### 滅亡
1492年に即位したビンニャー・ラン2世は歴代の王の中で傑出した人物の一人だった。16世紀に入ってポルトガル王国が東南アジアの交易圏に現れるとペグーにヨーロッパの銃火器が輸入され、それを扱うポルトガル人傭兵が雇用されるようになった。16世紀のペグーを訪れたポルトガル人トメ・ピレスは、肥沃な土地と良港を称賛した。ポルトガルを通してペグーの名前はヨーロッパに伝えられ、ヨーロッパ人はこの地に成立していた政権をペグー王国と呼んだ。
しかし、ペグーは北方で勢力を広げるタウングー王朝からの攻撃に晒される。1539年にポルトガル人傭兵と銃火器の力を借りたタウングー王タビンシュエーティーによってペグーは占領され、ペグーはタウングー王朝の都とされた。ペグー王タカーユッピはピェーの城主の元に逃亡し、アヴァと連合してタウングーを攻撃したが、タビンシュエーティーに敗北した。同年、タカーユッピは亡命先での象狩りの最中に病死する。1550年にシリアムでペグー王家の末裔が反乱を起こし、タウングー宮廷ではタビンシュエーティーがペグー王を自称する人物に殺害される事件が起きた。翌1551年にタビンシュエーティーの義弟バインナウンによってペグーの反乱は鎮圧される。

### 18世紀のペグー王朝
1598年から1599年にかけてペグーは大規模な破壊に晒され、復興が不可能となるほどの痛手を受けた。
17世紀にニャウンヤンが再興したアヴァのタウングー王朝（ニャウンヤン朝）においては、ペグーは一地方都市に零落する。1739年にペグー知事ウー・ターアウンが政府に対して反乱を起こす。翌1740年に重税に苦しむペグーの住民はタメイントー・ブッダケティを王に擁立し、ウー・ターアウンとは別に反乱を起こした。1752年にペグー王ビンニャー・ダラは復興タウングー王朝の王都アヴァを占領し、国王マハーダンマヤーザディパティらタウングーの王族の多くをペグーに連行した。しかし、同1752年にコンバウン王朝の建国者アラウンパヤーによってアヴァを奪われる。1757年にペグーはコンバウン軍の攻撃を受けて陥落し、コンバウン王朝の支配下に置かれた。

## 社会
ペグー王朝においては、軍の司令官が国王に次ぐ地位にあり、ダゴン（ヤンゴン）、マルタバンの総督が司令官に次ぐ地位にあった。
ピンヤ朝、アヴァ王朝と同様に、ペグー王朝もミョウ（城壁で守られた地方の城市）が行政の基本構成単位となっていた。ラーザーディリは支配地域をモッタマ、ハンターワディー（ペグー）、バセインの3州に分け、それぞれの州は32のミョウを含んでいた。バンヤと呼ばれる首長によって統治される3州は高い独立性を持ち、独自に海外との交易を行っていた。

## 経済
ペグー王朝は東のマラッカ王国と西のインドとの交易で繁栄していた。15世紀末からの宗教改革は、豊かな経済力を元に行われた。
トメ・ピレスが訪れた16世紀初頭のペグーには鋳造された貨幣は無く、ガンサ（カンサ）という粗質の金属が秤量貨幣として商取引に用いられていた。また、ブゼオ（貝貨）が補助的な通貨として使われていた。1530年代に入ると、ペグーに銀貨、鉛貨が導入された。
交易に訪れる外国の船舶はマルタバン、ペグー、バセイン3州の中から、最も取引に有利な港を選んで寄港した。うちペグーはダゴンを外港として交易を行っていたが、ダゴンが交易港としての地位を確立した時期はマルタバン、バセインと比べて遅く、ダルウィーシュと呼ばれたインド系商人が取引を統制していた。当時のペグー王朝にはポルトガル、ギリシャ、ヴェネツィア、マグレブ、アルメニア、エチオピア、スマトラなど、ヨーロッパ・アフリカ・アジア各地の船舶が訪れていた。そして、ペグーの支配下に置かれている港を訪れた商人には12%の税金が課せられていた。
ペグー王朝はマラッカ王国から赤塗りの粗製の陶器、水銀、銅、辰砂、緞子、通貨となるガンサを輸入していた。インドのグジャラートからは銅、水銀、辰砂、アヘン、織物が輸入されていた。また、ペグーの支配領域では赤系統の染料が産出されなかったため、赤に染め上げられた織物や撚糸が珍重されていた。
対してマラッカ王国には米、ラック、安息香、ジャコウ、貴金属、食料品を輸出していた。インド方面には砂糖、ラック、ジャコウ、マラッカから輸入された中国製の陶磁器が輸出されていた。マラッカ、スマトラ島北部のサムドラ・パサイ王国の地位が向上するにつれて、輸出品としての米の価値が上がっていった。これらの輸出品は、上ビルマ、タイ北部からシッタウン川を経由して港に運び込まれていた。そして、ペグーは交易の輸出品である宝石、森林の産品、綿花を安定的に調達するため、上ビルマを支配下に置くことを強く求めていた。
チークが供給可能な位置にあるマルタバンには造船所が置かれ、マルタバンで建造された船舶はマラッカの商人によって購入された。そして、マルタバンで建造された船舶はマラッカ商人を経由してジャワ島、スマトラ島、ルソン島、中国へと渡った。

## ダンマゼーディーの宗教改革
セイロンから帰国した僧侶はカルヤーニの戒法を持ち帰り、1476年にダンマゼーディーはペグーの近郊にカルヤーニ戒壇を設置した。カルヤーニ戒壇ではマハーヴィハーラ派の伝統に則った受戒が実施され、カルヤーニ戒壇で受戒した者のみが僧侶として認められるようになった。国内の僧侶はカルヤーニ戒壇での再受戒か還俗の選択を迫られ、宗教改革前に僧侶が有していた諸権利は無効とされた。ダンマゼーディーの宗教改革に伴い、15,666人の仏僧が新たにカルヤーニ戒壇で受戒したと言われる。また、私財の放棄に応じない仏僧、重大な犯罪に関わりを持った仏僧、薬の調合や占星術によって利益を得ている仏僧は強制的に還俗させられた。
改革の過程で13世紀半ばからビルマで強い影響力を有していた密教的な教義を有するアラニャ教団の教義・活動は異端とみなされ、その活動は取り締まられた。また、ペグー政府はアラニャ教団の寺領を没収し、国家の元に戻った土地から上がる収益によって経済的安定が確保された。かくしてビルマで力を持っていたアラニャ教団の力は抑えられ、ペグーでは上座部仏教的な政治体制が確立される。ダンマゼーディーの構築した体制は、後世にエーヤワディー流域に成立する王朝に継承されていく。しかし、後世に編纂されたビルマの史書においてはダンマゼーディーの宗教改革の評価は低く、それらの史書では仏教の改革はパガン王朝の創始者アノーヤターの功績に帰せられている。

## 文化
建国の経緯と同様に、モン語による文学とモン族の文化の復興に関連する動向についても明らかになっていない点が多い。15世紀のペグー王朝で建立された碑文に使われているモン文字は、11-12世紀の碑文と異なる点がある。
14世紀末からのアヴァとの戦争のためにペグーの文化の発展は停滞したが、和平が成立した後に文化の発展が再び始まった。国王ラーザーディリは戦闘に際し、士気を高揚させるための詩文、檄文などを熱心に学んだと伝えられている。シンソーブ、ダンマゼーディーの治世にモン語の文学、モン文化はより発達した。歴代の王はシュエダゴン・パゴダの増築を行い、ダンマゼーディーはシュエモードー寺院に菩提樹と鐘を寄進した。

## 歴代国王

### ハンターワディー朝
| 代数 | 君主名                                               | 在位期間        | 先代との関係                   |
| ---- | ---------------------------------------------------- | --------------- | ------------------------------ |
| 1    | ワーレルー（Wareru）                                 | 1287年 - 1296年 | -                              |
| 2    | クン・ロー（Hkun Law）                               | 1296年 - 1310年 | 1の兄弟                        |
| 3    | ソー・オー（Saw O）                                  | 1310年 - 1324年 | 1,2の甥                        |
| 4    | ソー・ゼイン（Saw Zein; ソー・ゼイッとも）           | 1324年 - 1331年 | 3の兄弟                        |
| 5    | ソー・エー・ガン・ガウン（Saw E）                    | 1331年          | 3,4の甥                        |
| 6    | ビンニャー・エー・ロー（Binnya E Law）               | 1331年 - 1353年 | 2の子                          |
| 7    | ビンニャー・ウー（Binnya U）                         | 1353年 - 1385年 | 6の子                          |
| 8    | ラーザーディリ（ヤーザディリとも、Razadarit）        | 1385年 - 1423年 | 7の子                          |
| 9    | ビンニャー・ダンマヤーザー（Binnya Dhammaraza）      | 1423年 - 1426年 | 8の子                          |
| 10   | ビンニャー・ラン1世（Binnya Ran I）                  | 1426年 - 1446年 | 8の子                          |
| 11   | ビンニャー・ワーレルー（Binnya Waru）                | 1446年 - 1450年 | 8の孫、9,10の甥、12,13の従兄弟 |
| 12   | ビンニャー・チャン（Binnya Kyan）                    | 1450年 - 1453年 | 8の孫、9,10の甥、11,13の従兄弟 |
| 13   | モードー                                             | 1453年          | 8の孫、9,10の甥、11,12の従兄弟 |
| 14   | シンソーブ（Shin Sawbu; ビンニャー・チャンドーとも） | 1453年 - 1472年 | 8の子、11の母                  |
| 15   | ダンマゼーディー（Dhammazedi）                       | 1472年 - 1492年 | 14の娘婿                       |
| 16   | ビンニャー・ラン2世（Binnya Ran II）                 | 1492年 - 1526年 | 15の子                         |
| 17   | タカーユッピ（Takayutpi）                            | 1526年 - 1539年 | 16の子                         |

| 色 | 家系                           |
| -- | ------------------------------ |
|    | ラーザーディリの男系子孫       |
|    | ダンマゼーディーおよびその子孫 |

### 18世紀のペグー王朝
1. タメイントー・ブッダケティ（在位：1740年 - 1747年）
2. ビンニャー・ダラ（在位：1747年 - 1757年）